# Olga Zabelínskaya
Olga Zabelínskaya (San Petersburgo, 10 de septiembre de 1980) es una ciclista profesional rusa nacionalizada uzbeka. Debutó como profesional en 2001. En los Juegos Olímpicos de Londres 2012 obtuvo la medalla de bronce en las dos disciplinas de ciclismo en carretera (contrarreloj y ruta) tras apenas haber destacado en competiciones internacionales hasta dicha fecha con "solo" algunos buenos resultados de forma muy aislada.

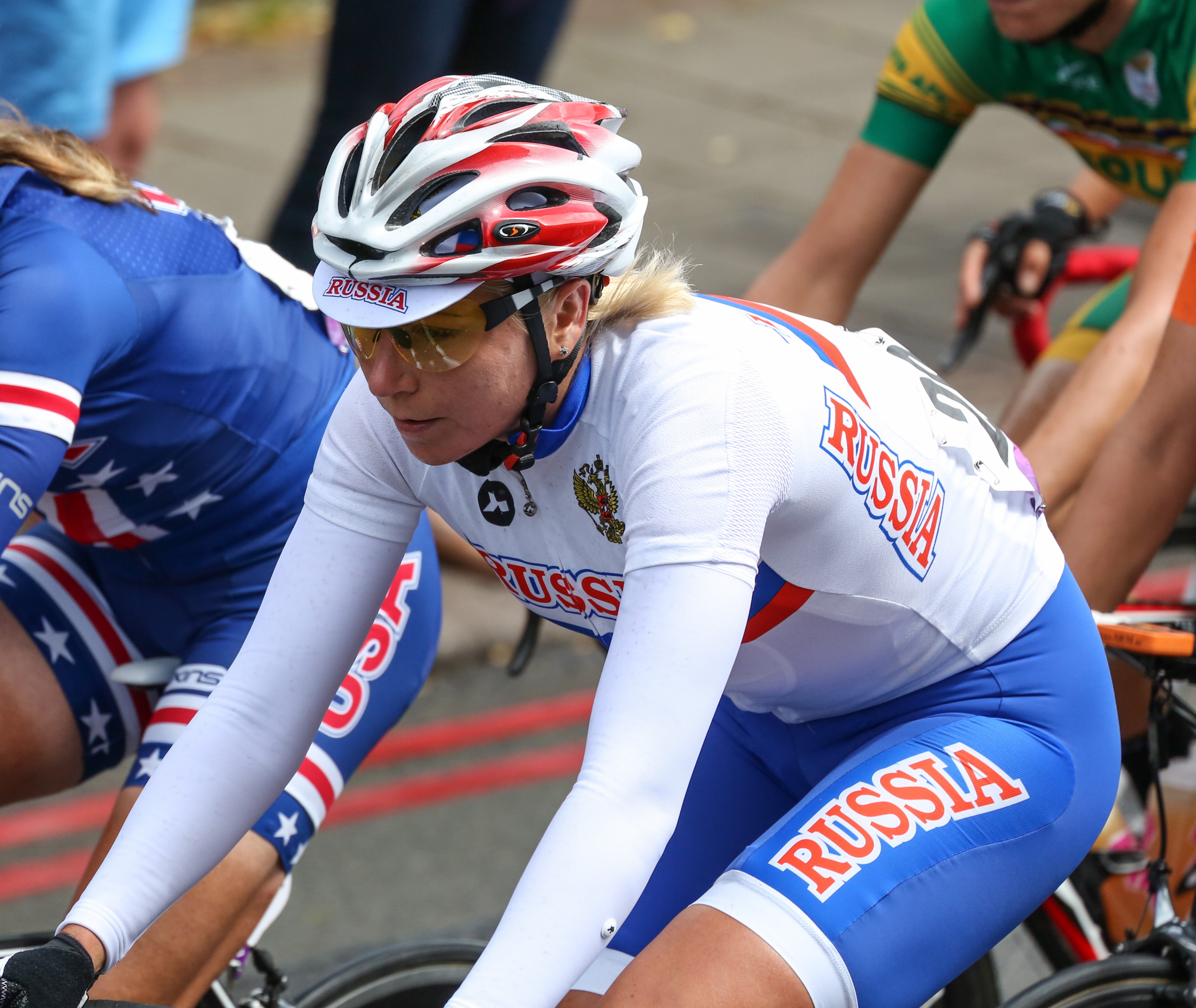
Zabelinskaya, en la prueba en ruta de los Juegos Olímpicos de Londres 2012 donde acabó 3.ª

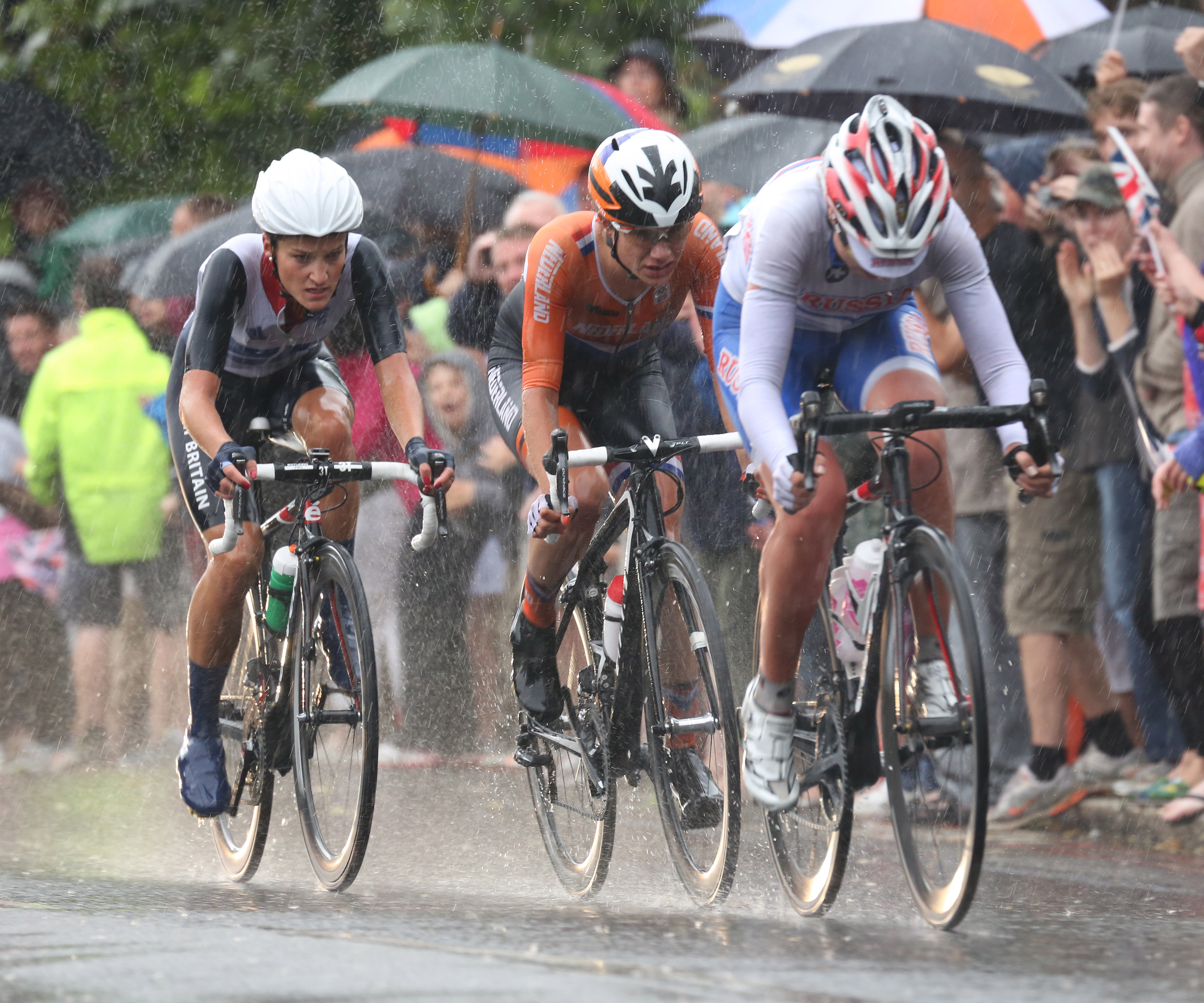
Olga Zabelinskaya en primer término encabezando el grupo cabecero de la prueba en ruta de los Juegos Olímpicos de Londres 2012 que acabaría jugándose las medallas.

En marzo de 2014 dio positivo por octopamina y fue sancionada por 18 meses. Antes de acudir a los Juegos Olímpicos de Río de Janeiro 2016 fue identificada en el Informe McLaren sin embargo finalmente pudo acudir a dicha cita olímpica bajo el argumento de «Efímova y otros casos no pueden ser castigados dos veces». Al igual que Efimova, plata en 100 m y 200 m braza, Olga también consiguió plata en su caso en la prueba contrarreloj.
Es hija del exciclista, también medallista olímpico aunque este de oro, Serguéi Sujoruchenkov aunque debido a la poca relación con él, se conocieron a los 16 años, tomó el apellido de su madre. Se retiró temporalmente durante 2 ocasiones: la primera en 2004 tras el nacimiento de su primer hijo y la segunda en 2006 por otros motivos personales y el nacimiento de su segundo hijo en 2008. Tiene una enfermedad cardiaca que ocultó para poder practicar deporte profesional.

## Palmarés
2001
- 3.ª en el Campeonato Europeo Contrarreloj sub-23

2002
- Campeonato Europeo Contrarreloj sub-23

2003
- 2 etapas de la Grande Boucle[8]

2006
- 1 etapa del Tour de l'Aude Femenino

2010
- 2.ª en el Campeonato de Rusia Contrarreloj
- Tour de Turingia femenino

2011
- 2.ª en el Campeonato de Rusia Contrarreloj

2012
- Campeonato de Rusia Contrarreloj
- 3.ª en los Juegos Olímpicos Contrarreloj
- 3.ª en los Juegos Olímpicos en Ruta

2014
- Vuelta Femenina a Costa Rica, más 1 etapa
- Gran Premio GSB
- 1 etapa de la Vuelta a El Salvador
- 1 etapa del Tour de la Isla de Zhoushan

2016
- 1 etapa del Tour de Turingia femenino
- 2.ª en el Campeonato Olímpico en Contrarreloj
- 3.ª en el Campeonato Europeo Contrarreloj

2017
- 3.ª en el Campeonato Europeo en Ruta

2018
- Tour of Eftalia Hotels & Velo Alanya, más 2 etapas
- Tour de Tailandia
- 1 etapa de la Gracia-Orlová
- Ljubljana-Domžale-Ljubljana TT
- Campeonato de Rusia Contrarreloj
- Chrono des Nations

2019
- Aphrodite Cycling Race ITT
- Aphrodite's Sanctuary Cycling Race
- Campeonato Asiático Contrarreloj
- Campeonato Asiático en Ruta

2021
- Gran Premio Germenica
- Gran Premio Kayseri

2023
- Tour Oqtosh-Chorvoq-Mountain
- Campeonato Asiático Contrarreloj
- Gran Premio Kaisareia
- Campeonato de Uzbekistán Contrarreloj
- Juegos Asiáticos Contrarreloj

2024
- Campeonato Asiático Contrarreloj

## Resultados en Grandes Vueltas y Campeonatos del Mundo
Durante su carrera deportiva ha conseguido los siguientes puestos en las Grandes Vueltas femeninas y en los Campeonatos del Mundo en carretera:
| Carrera              | Carrera              | 2001 | 2002 | 2003 | 2004 | 2005 | 2006 | 2007 | 2008 | 2009 | 2010 | 2011 | 2012 | 2013 | 2014 | 2015 | 2016 | 2017 | 2018 | 2019 | 2020 | 2021 | 2022 | 2023 | 2024 |
| -------------------- | -------------------- | ---- | ---- | ---- | ---- | ---- | ---- | ---- | ---- | ---- | ---- | ---- | ---- | ---- | ---- | ---- | ---- | ---- | ---- | ---- | ---- | ---- | ---- | ---- | ---- |
|                      | Giro de Italia       | 8.ª  | —    | —    | —    | —    | —    | —    | —    | —    | 9.ª  | 14.ª | Ab.  | —    | —    | —    | —    | 44.ª | —    | —    | Ab.  | —    | Ab.  | —    | Ab.  |
|                      | Tour de l'Aude       | —    | —    | —    | —    | —    | Ab.  | —    | —    | —    | —    | X    | X    | X    | X    | X    | X    | X    | X    | X    | X    | X    | X    | X    | X    |
|                      | Tour de Francia      | —    | —    | 6.ª  | X    | —    | —    | —    | —    | —    | X    | X    | X    | X    | X    | X    | X    | X    | X    | X    | X    | X    | 97.ª | —    | —    |
| Mundial en Ruta      | Mundial en Ruta      | —    | —    | —    | —    | —    | —    | —    | —    | —    | 13.ª | 31.ª | —    | —    | —    | —    | Ab.  | 28.ª | —    | —    | —    | —    | 44.ª | Ab.  | —    |
| Mundial Contrarreloj | Mundial Contrarreloj | —    | —    | —    | —    | —    | —    | —    | —    | —    | 20.ª | 16.ª | —    | 7.ª  | —    | —    | 4.ª  | 23.ª | —    | 27.ª | —    | —    | 19.ª | 26.ª | —    |

—: no participa

Ab.: abandono

X: ediciones no celebradas

## Equipos
- Carpe Diem-Itera (2001)
- Itera (2002)
- Velodames-Colnago (2003)
- Equipe Nürnberger Versicherun (2004)
- Fenix-Colnago (2006)[9]
- Safi/Diadora (2010[10] -2011)
  - Safi-Pasta Zara (2010)[10]
  - Diadora-Pasta Zara (2011)
- RusVelo (2012-2014)
- BePink (2016-2017)[11]
  - BePink (2016)
  - BePink Cogeas (2017)
- Cogeas (2018-2022)
  - Cogeas-Mettler Pro Cycling Team (2018-2021)
  - Roland Cogeas-Edelweiss Squad (2022)
- Tashkent City Women Professional Cycling Team (2023-)